# إمامزاده عبد الله (ياتري)
أمامزادة عبد الله (ياتري) (بالفارسية: امامزاده عبدالله) هي منطقة سكنية تقع في إيران في قسم ياتري الريفي. يقدر عدد سكانها بـ 193 نسمة .